# Сванегольм
Сванегольм (швед. Svaneholm) — містечко (tätort, міське поселення) у центральній Швеції в лені Вермланд. Входить до складу комуни Сеффле.

## Географія
Містечко знаходиться у південній частині лена Вермланд за 380 км на захід від Стокгольма.

## Історія
Поселення виникло біля залізорудного підприємства, що було побудоване в 1694 році в парафії Сванскуг. Назва Сванскуг дослівно означало «ліс, що оточує лебедине озеро». Нові мешканці селилися навколо млина, іменованого Сванегольмом.
Після уточнень топографічних назв у 1996 році за містечком закріплено назву Сванегольм, яка фігурує на картах і дорожніх знаках з 2010 року

## Герб міста
Герб ландскомуни Сванскуг використовувався від 1948 до 1970 року..
Герб: щит перетятий, у верхньому срібному полі дві зелені ялинки, у нижньому синьому — срібний лебідь.
Сюжет герба номінальний, оскільки розкриває назву ландскомуни.

## Населення
Населення становить 487 мешканців (2018).

## Покликання
- Сайт комуни Сеффле